# Гюлер, Сибель
Сибель Гюлер (Сагыр, род. 29 сентября 1984, Болгария) — турецкая тхэквондистка. Четырежды восходила на пьедестал чемпионатов Европы по тхэквондо. Также принимала участие в универсиадах, в 2005 году она завоевала золотую медаль, в 2007 — серебряную.
В 2008 году принимала участие в Олимпийских играх в Пекине, но проиграла в предварительном раунде.

## Биография
Родилась в семье болгарских турок Джевата Гюлера и его жены Гюльтен. У Сибель есть брат Сунай.
До переезда семьи Сибель в Турцию в 1989 году она увлекалась плаванием. В Турции во время учёбы в школе занималась волейболом. В 1995 году по совету матери начала заниматься тхэквондо. Через некоторое время ей удалось попасть в «TSE club» в Анкаре.
В 2008 году она окончила лицей физического воспитания при Анкарском университете. С 2000 года входит в состав национальной сборной Турции по тхэквондо.
30 августа 2008 года вышла замуж за турецкого тяжелоатлета Танера Сагыра. У них есть ребёнок. Супруги живут в Анкаре на улице, названной в честь Танера Сагыра.